# 방패목뿔근
방패목뿔근(thyrohyoid muscle), 또는 갑상설골근(甲狀舌骨筋)은 목에 있는 작은 골격근이다. 방패연골에서 일어나 목뿔뼈의 큰뿔에 닿는다. 혀밑신경과 그 혀밑신경과 함께 주행하는 목신경얼기의 앞가지(척수신경 C1 성분)에 의해 지배된다. 목뿔뼈를 누르고 후두를 들어 올린다. 후두의 위치와 모양을 조절하여 소리를 내는 데 도움을 준다.

## 구조
방패목뿔근은 사각형 모양의 근육이다. 복장방패근이 위쪽으로 이어진 근육처럼 보일 수 있다. 목뿔아래근육에 속하며 목동맥삼각 안에 놓여 있다.
방패연골에서 일어나 목뿔뼈의 큰뿔의 아래쪽 경계에 닿는다.

### 신경 분포
방패목뿔근에는 혀밑신경(XII)이 분포한다. 목신경고리가 분포하지 않는 유일한 목뿔아래근육이다. 또한 첫째목신경(C1)의 방패목뿔가지도 분포한다. 이 신경 분포는 목신경얼기를 통해 이루어진다. 이 신경은 첫째목신경에서 갈라진 후 짧게 주행하다가 혀밑신경에 합류한다.

## 기능
방패목뿔근은 목뿔뼈를 누르고 후두와 방패연골을 끌어 당겨 올린다. 후두의 위치와 모양을 조절하여 소리를 내는 데 도움을 준다.

## 다른 동물들에서
방패목뿔근은 말을 포함한 다른 많은 동물들에서 발견된다.

## 추가 이미지
위키미디어 공용에 방패목뿔근 관련 미디어 분류가 있습니다.

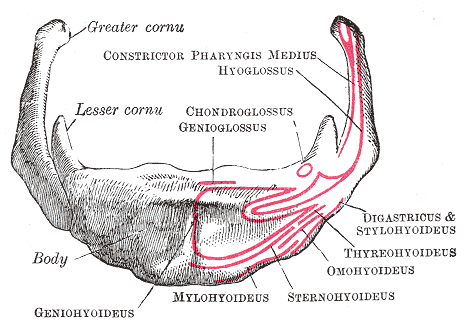
목뿔뼈 앞면.
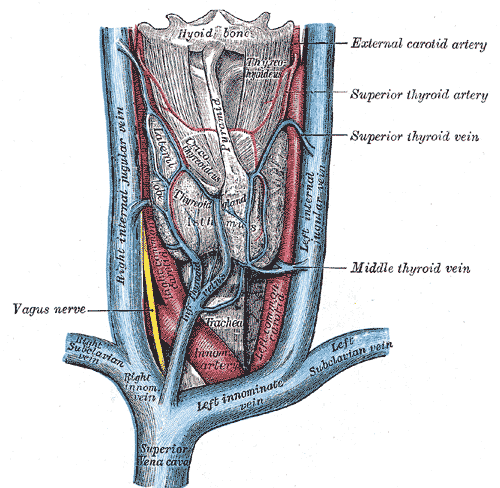
갑상샘의 정맥.
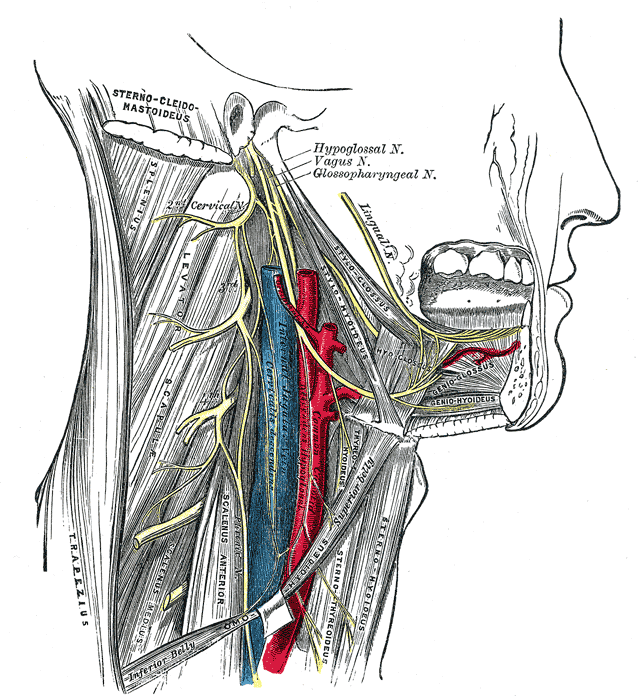
혀밑신경, 목신경얼기와 그 가지.
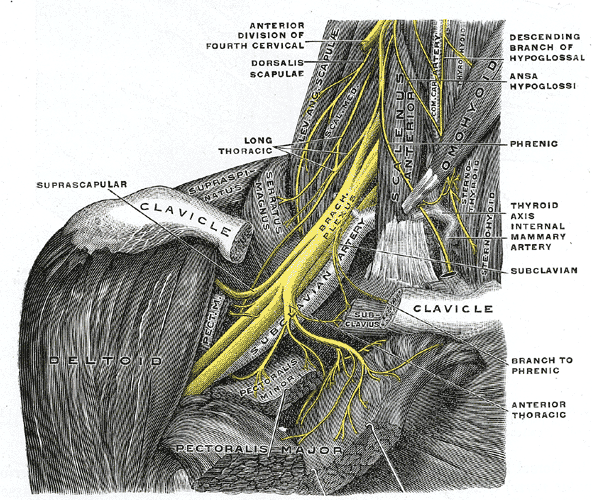
앞에서 본 오른쪽 팔신경얼기와 그 가지.
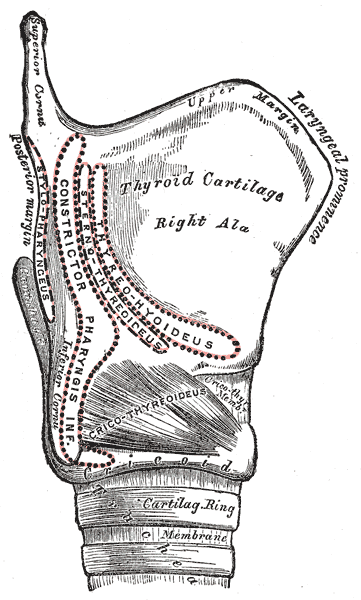
근육이 붙는 위치를 보여주는 후두의 측면 그림.
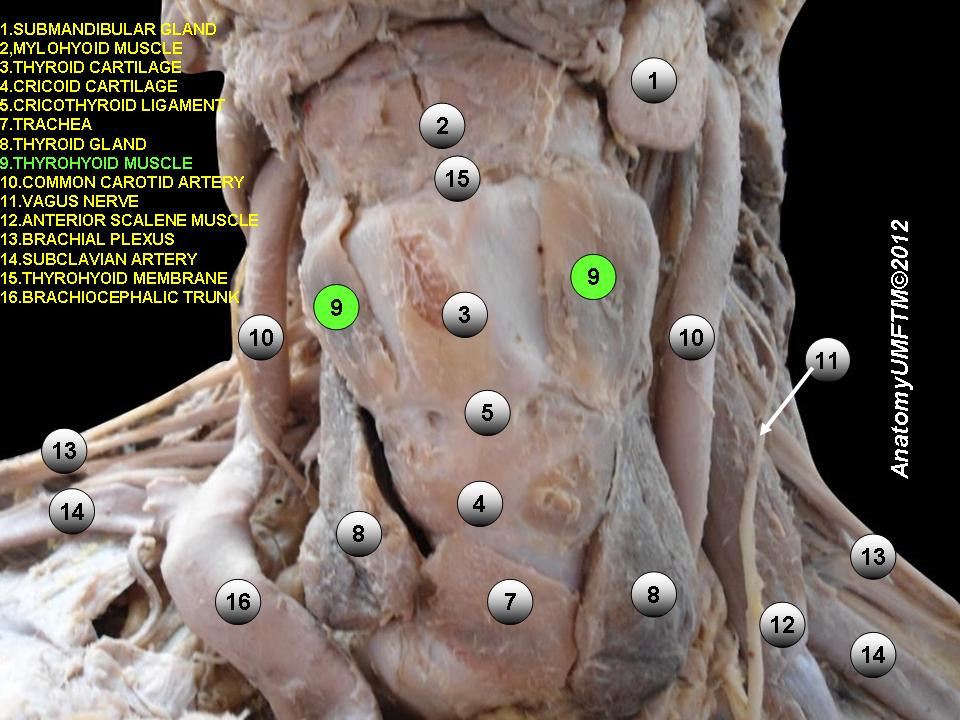
방패목뿔근.

## 참고 문헌
이 문서는 현재 퍼블릭 도메인에 속하는 그레이 해부학 제20판(1918) page 394의 내용을 기초로 작성된 글이 포함되어 있습니다.
1. ↑  Luna, Mario A.; Pfaltz, Madeleine (2009). 〈11 - Cysts of the Neck, Unknown Primary Tumor, and Neck Dissection〉. 《Diagnostic Surgical Pathology of the Head and Neck》 (영어) 2판. Philadelphia: Saunders. 839 - 881쪽. doi:10.1016/B978-1-4160-2589-4.00011-5. ISBN 978-1-4377-1951-2. OCLC 460904310.
2. 1 2 3  Parente, Eric J.; Franklin, Samantha H.; Derksen, Frederik J.; Weishaupt, Michael A.; Chalmers, Heather J.; Tessier, Caroline (2012). 〈42 - Diagnostic Techniques in Equine Upper Respiratory Tract Disease〉. 《Equine Surgery》 (영어) 4판. St. Louis: Saunders. 536 - 557쪽. doi:10.1016/B978-1-4377-0867-7.00042-9. ISBN 978-1-4377-0868-4. OCLC 761714103.
3. ↑  Thomas, P. K.; Mathias, Christopher J. (2005). 〈52 - Diseases of the Ninth, Tenth, Eleventh, and Twelfth Cranial Nerves〉. 《Peripheral neuropathy》 (영어) 4판. Philadelphia: Saunders. 1273 - 1293쪽. doi:10.1016/B978-0-7216-9491-7.50055-7. ISBN 978-1-4377-1347-3. OCLC 324998243.
4. ↑  Netter, Frank H. (2018). 《Atlas of Human Anatomy》. Elsevier. Table 2.9쪽. ISBN 9780323393218.
5. 1 2  Brandmeir, Nicholas (2015). 〈32 - Nerve Injuries of the Neck〉. 《Nerves and nerve injuries: Pain, treatment, injury, disease and future directions》 (영어) 2. London, UK: Academic Press. 493 - 504쪽. doi:10.1016/B978-0-12-802653-3.00081-6. ISBN 0-12-802653-7. OCLC 908203065.
6. ↑  “Thyrohyoid muscle”.
7. ↑  Hage, Steffen R. (2010). 〈8.3 - Neuronal networks involved in the generation of vocalization〉. 《Handbook of Behavioral Neuroscience》 (영어). Stefan Brudzynski. London: Academic Press. 339 - 349쪽. doi:10.1016/B978-0-12-374593-4.00032-2. ISBN 978-0-12-374593-4. ISSN 1569-7339. OCLC 528610774.